# Caterham CT05
De Caterham CT05 is een Formule 1-auto, die in 2014 werd  gebruikt door het Formule 1-team van Caterham.

## Onthulling
De CT05 is op 28 januari 2014 onthuld tijdens de eerste testdag op het Circuito Permanente de Jerez. De auto wordt bestuurd door de naar de Formule 1 teruggekeerde Kamui Kobayashi en de rookie Marcus Ericsson.
Red Bull RB10 ·
Mercedes F1 W05 ·
Ferrari F14 T ·
Lotus E22 ·
McLaren MP4-29 ·
Force India VJM07 ·
Sauber C33 ·
Toro Rosso STR9 ·
Williams FW36 ·
Marussia MR03 ·
Caterham CT05